# Plectus insignis
Plectus insignis är en rundmaskart som beskrevs av Nathan Augustus Cobb 1893. Plectus insignis ingår i släktet Plectus och familjen Plectidae. Inga underarter finns listade i Catalogue of Life.